# فردریک آکوم
فردریک آکوم (آلمانی: Friedrich Accum؛ زاده ۲۹ مارس ۱۷۶۹ درگذشته ۲۸ ژوئن ۱۸۳۸) یک شیمی‌دان اهل آلمان بود.